# هازجة زرقاء الأجنحة
الهازجة الزرقاء الأجنحة (باللاتينية: Vermivora cyanoptera) هي هازجة شائعة إلى حد ما، يبلغ طولها 11.5 سم، وتزن 8.5 غرام. وتتكاثر في شرق أمريكا الشمالية، في الجزء الجنوبي من أونتاريو، و الجزء الشرقي للولايات المتحدة. ويمتد نطاقها نحو الشمال، حيث تحل مكان الهازجة الذهبية الأجنحة.

## التصنيف
يشير الاسم الشائع الهازجة الزرقاء الأجنحة إلى لون الأجنحة ذات اللون الأزرق الرمادي والتي يتباين لونها مع لون جسم الطائر الذكر الأصفر الساطع. ويشير مسمى الجنس اللاتيني (باللاتينية: Vermivora ) بـ«أكلة الدود». وكان الجنس يتضمن هوازج 9 أخرى، ولكن انحصر الآن على هذا النوع ونوعان إضافيان هما: الهازجة الذهبية الأجنحة، وهازجة باتشمان، التي يُعتقد بأنها انقرضت.
كانت هذه الهازجة واحدة من ضمن العديد من الأنواع التي وُصفت من قبل لينيوس في كتابه نظام الطبيعة وذلك في القرن الثامن عشر الميلادي، وقد تغير الاسم العلمي عدة مرات.

## الوصف
حجم الهازجة صغير يبلغ 11.4-12.7 سم طولاً، ويبلغ باع الجناح 17-19.5 سم. يكون لون ريش الذكر البالغ أصفراً فاتحاً في الرأس، والصدر والأجزاء العلوية. ولا توجد خطوط نحيلة على الأجزاء السلفية للطائر. ويكتسي عيناه خط أسود ضئيل، وخط رمادي مُزرق وشريطان أبيضان على الجناح. والتي تعتبر العلامة التشخيصية الميدانية.
تكون الأنثى باهتة بشكل عام، مع إصفرار أقل على التاج. يكون لون الغير بالغة أخضر زيتوني مع أجنحة نفسها تلك التي مع البالغة.

## التوزع والمسكن
تعتبر الهوازج الزرقاء الأجنحة من هوازج العالم الجديد المهاجرة. تنتقل في فصل الشتاء إلى أمريكا الوسطى و تتكاثر من الشرق الأوسط لنبارسكا في الغرب إلى جنوب مينيسوتا، ويسكونسن، ميشيغان و جنوب أونتاريو شمالاً إلى وسط نيويورك، جنوب فيرمونت، جنوب نيوهامبشير ونيو إنجلاند شرقاً، وجنوباً إلى غرب جنوب كارولاينا، شمال جورجيا، شمال ألاباما، شرق تينيسي، و جنوب ميسوري. ونادراً ما تطوف أوروبا الغربية.